# 沙特洛新城
沙特洛新城（法語：La Villeneuve-au-Châtelot，法語發音：[la vilnœv o ʃatlo]）是法国奥布省的一个市镇，位于该省西北部，属于塞纳河畔诺让区。

## 地理
沙特洛新城（48°33'1"N, 3°36'43"E）面积6.17 平方千米，位于法国大東部大區奥布省，该省份为法国中北部省份，北起马恩省，西接塞纳-马恩省，西南至约讷省，东南至科多尔省，东临上马恩省。
与沙特洛新城接壤的市镇（或旧市镇、城区）包括：巴尔比斯、佩里尼拉罗斯、普莱西巴尔比斯、塞纳河桥村、蒙热诺。

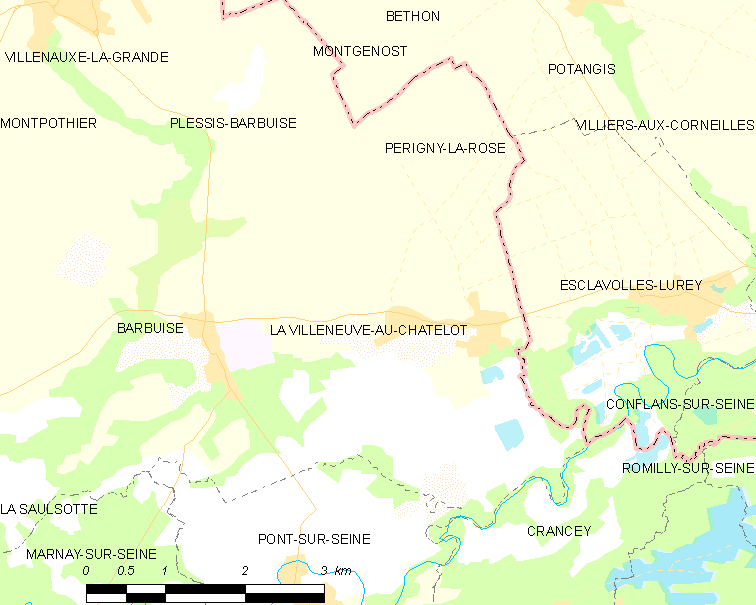
沙特洛新城的OSM定位图

沙特洛新城的时区为UTC+01:00、UTC+02:00（夏令时）。

## 行政
沙特洛新城的邮政编码为10400，INSEE市镇编码为10421。

## 政治
沙特洛新城所属的省级选区为塞纳河畔诺让县。

## 人口

1962-2008年间沙特洛新城人口变化图示

沙特洛新城于2022年1月1日时的人口数量为148人。